# ارتخشاشا الثالث
ارتخشاشا الثالث (حكم ما بين عامي 425 - 338 ق. م.) (بالفارسية: ارتخشتره سوم)، كان ملك ملوك الإمبراطورية الأخمينية من 359/58 حتى 338 قبل الميلاد. كان ابن وخليفة أردشير (أرتخشاشا) الثاني ووالدته هي ستيتيرا.
قبل اعتلاء العرش، كان أرتخشاشا ساترابًا وقائدًا لجيش أبيه. وصل أرتخشاشا إلى السلطة بعد أن أُعدم أحد إخوته وانتحر آخر وقُتل الأخير ومات والده أردشير الثاني. بعد فترة وجيزة من توليه ملكًا، قتل أرتخشاشا جميع أفراد العائلة المالكة للتأمين على منصبه. بدأ حملتين كبيرتين ضد مصر. فشلت الحملة الأولى، وأعقبها تمردات في جميع أنحاء الجزء الغربي من إمبراطوريته. خلال الغزو الثاني، هزم أرتخشاشا في النهاية نختنبو الثاني فرعون مصر، وأعاد البلاد إلى السيطرة الفارسية بعد ستة عقود.
في السنوات الأخيرة من حكم أرتخشاشا، كانت سلطة فيليب الثاني المقدوني تتزايد في اليونان، إذ حاول إقناع اليونانيين بالثورة ضد الإمبراطورية الأخمينية. عارض أرتخشاشا أنشطته، وبدعم منه، قاومت مدينة بيرنثوس الحصار المقدوني.
هناك أدلة على سياسة بناء متجددة في برسبوليس (تخت جمشيد) في أواخر حياته، إذ أقام أرتخشاشا قصرًا جديدًا وبنى قبره الخاص، وبدأ مشاريع طويلة الأمد مثل البوابة غير المكتملة.

## الخلفية
كان أوخوس الابن الشرعي لأردشير الثاني وزوجته ستيتيرا، وكان له أخّان أكبر منه سنًا هما أرياسبس وداريوس (الأكبر)، وكان له العديد من الإخوة غير الشرعيين الذين ولدوا لأمهات دون زواج، والذين أحصاهم الكاتب الروماني جوستين في القرن الثاني الميلادي وعددهم 115 ابنًا. من بين جميع الأبناء، كان داريوس هو الذي تعين وريثًا للإمبراطورية، فحصل على الامتياز الملكي المتمثل في ارتداء التاج المرصع. رغم ذلك، أحبطت فترة حكم أردشير الثاني الطويلة هذا الأخير الذي كان قد تجاوز الخمسين من عمره. بتحريض من الساتراب السابق تيريبازوس، بدأ يتآمر ضد والده لتسريع خلافته. توقع داريوس أن يتلقى الدعم من العديد من رجال البلاط، بما في ذلك خمسين من إخوته غير الشرعيين وفقًا لجوستين. اكتشف أحد الخصيان المؤامرة، ونتيجةً لذلك، استُدعي داريوس إلى البلاط وأعدم «مع زوجات وأبناء جميع المتآمرين» (جوستين). بعد ذلك، انتقل حق الخلافة إلى أرياسبس؛ إلا أن أوخوس، بدعم من بعض الخصيان، اختلق سلسلة من الحيل والادعاءات لدفع أخيه الشرعي أرياسبس إلى الجنون والانتحار. بالنسبة لأردشير الثاني الذي لم يكن يحب أوخوس، عيّن ابنه المفضل غير الشرعي أرسامس وليًا جديدًا للعهد. رغم ذلك، سرعان ما قُتل على يد أرباتس بتحريض من أوخوس ثم تعين أوخوس أخيرًا وليًا للعهد، ومات أردشير بعد فترة وجيزة.

## الحملة المصرية الأولى (351 ق.م)
نحو عام 351 ق.م، شرع أرتخشاشا في حملة لاستعادة مصر التي ثارت في عهد والده أردشير الثاني. في الوقت نفسه، اندلعت ثورة تمرد في آسيا الصغرى، والتي بدعم من مدينة ثيفا، شكلت تهديدًا. زحف أرتخشاشا إلى مصر، مستعينًا بجيش ضخم، واشتبك مع نختنبو الثاني. بعد عام من قتال الفرعون المصري، ألحق نختنبو هزيمة ساحقة بالفرس بدعم من المرتزقة بقيادة الجنرالين اليونانيين: ديوفانتوس الأثيني ولاميوس الإسبارطي. اضطر أرتخشاشا إلى التراجع وتأجيل خططه لاستعادة مصر.

## تمرد قبرص وصيدا
بعد فترة وجيزة من هذه الهزيمة المصرية، أعلنت فينيقيا والأناضول وقبرص استقلالها عن الحكم الفارسي. في عام 343 ق.م، أوكل أرتخشاشا مسؤولية قمع المتمردين القبارصة إلى إدريوس أمير كاريا، الذي استخدم 8,000 مرتزق يوناني وأربعين سفينة من ثلاثيات المجاديف بقيادة فوكيون الأثيني وإيفاغوراس ابن إيفاغوراس الأكبر، الملك القبرصي. نجح إيدريوس في الحد من قوة القبارصة.

## فتح مصر
في عام 340 أو 339 قبل الميلاد على الأرجح، نجح أرتخشاشا أخيرًا في غزو مصر. بعد سنوات من الاستعدادات المكثفة والدقيقة، جمع الملك وقاد بنفسه جيشًا كبيرًا ضم مرتزقات يونانية من ثيفا وآرغوس وآسيا الصغرى، ومرتزقة من رودس بقيادة المرتزق المرتد مينتور من رودس، بالإضافة إلى أسطول حربي وعدد من سفن النقل. رغم أن جيش أرتخشاشا كان يفوق جيش نظيره المصري نختنبو الثاني عدديًا بمراحل، كانت صعوبة السير عبر الأراضي الجافة في جنوب غزة والأنهار الكثيرة في صعيد مصر ما تزال تشكل تحديًا كما في الغزوات السابقة، وقد تفاقم هذا التحدي، وفقًا لديودور الصقلي، بسبب رفض الفرس الاستفادة من المرشدين المحليين. كانت بداية الغزو سيئة، إذ فقد أرتخشاشا بعض القوات بسبب الرمال المتحركة في براثرا، بالإضافة إلى أن محاولة قواته الثيفانية للاستيلاء على الفرما تعرضت لهجوم عكسي ناجح من قبل الحامية.

## السنوات اللاحقة
بعد نجاحه في مصر، عاد أرتخشاشا الثالث إلى بلاد فارس وأمضى السنوات القليلة التالية في إخماد التمردات في أجزاء مختلفة من الإمبراطورية بنجاح، حتى أنه بعد سنوات قليلة من غزوه لمصر، أصبحت الإمبراطورية الفارسية تحت سيطرته بشكل تام. بقيت مصر جزءًا من الإمبراطورية الفارسية حتى غزو الإسكندر الأكبر لمصر.
بعد غزو مصر، لم تحدث ثورات أو تمردات أخرى ضد أرتخشاشا. تمت ترقية مينتور من رودس وباغواس، وهما القائدان اللذان كانا الأكثر تميزًا في الحملة المصرية، إلى مناصب ذات أهمية قصوى. نجح مينتور الذي كان حاكمًا للساحل الآسيوي بأكمله في إخضاع العديد من الرؤساء الذين تمردوا على الحكم الفارسي خلال الاضطرابات الأخيرة. في غضون سنوات قليلة، تمكن مينتور وقواته من إخضاع الساحل الآسيوي للبحر الأبيض المتوسط بأكمله مع التبعية التامة.
عاد باغواس إلى العاصمة الفارسية مع أرتخشاشا الثالث، حيث اتخذ دورًا قياديًا في الإدارة الداخلية للإمبراطورية وحافظ على الهدوء في بقية أنحاء الإمبراطورية. خلال السنوات الست الأخيرة من حكم أرتخشاشا الثالث، كانت الإمبراطورية الفارسية خاضعة لحكومة قوية وناجحة.
استعادت القوات الفارسية في إيونية وليقيا السيطرة على بحر إيجة والبحر الأبيض المتوسط، واستولت على جزء كبير من جزيرة أثينا الإمبراطورية السابقة. ردًا على ذلك، بدأ إيسقراط الأثني في إلقاء الخطب داعيًا إلى «حملة صليبية ضد البرابرة»، ولكن، لم يتبقّ ما يكفي من القوة في أي من الدول المدينة اليونانية لتلبية دعوته.